# The Wonderful Chance
The Wonderful Chance è un film muto del 1920 diretto da George Archainbaud. Prodotto dalla Selznick Pictures Corporation e distribuito dalla Select Pictures, aveva come interpreti Eugene O'Brien e Martha Mansfield. Nel ruolo del cattivo, compare Rodolfo Valentino.

## Trama

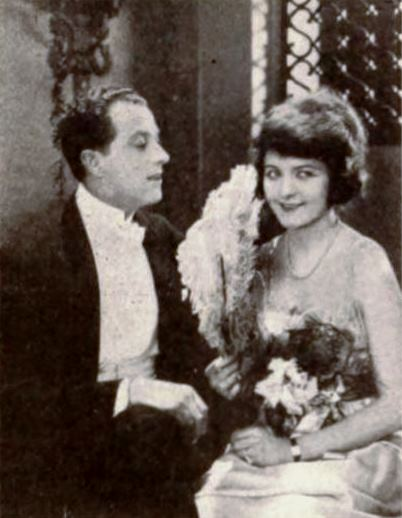
Eugene O'Brien e Martha Mansfield

Dopo tre anni di galera, "Swagger" Barlow viene rilasciato. Intenzionato a rigar dritto, l'uomo è però costretto a rivedere i suoi buoni propositi per poter aiutare Dugan, un vecchio amico che ritrova gravemente ammalato. Svaligia così una casa con il cui ricavato può finanziare l'operazione di cui ha bisogno Dugan. Per sfuggire a un sospettoso detective, il ladro si confonde tra i clienti del Ritz. Lì viene scambiato per tale Lord Birmingham. Incoraggiando l'equivoco, "Swagger" comincia a spacciarsi per l'aristocratico e partecipa a un party, dove conosce Peggy Winton. Scopre anche che il lord è stato rapito da Joe Klingsby, un famigerato criminale. Dopo aver ritrovato il vero Lord Birmingham, "Swagger" lo libera e prende il suo posto. Quella notte, sul posto si presenta Klingsby accompagnato da un poliziotto che riconosce "Swagger" ma arresta Klingsby. L'ex ladro se ne va via, promettendo con lo sguardo a Peggy di comportarsi bene da quel momento in poi.

## Produzione
Il film fu prodotto dalla Selznick Pictures Corporation con il titolo di lavorazione The Thug .

## Distribuzione
Il copyright del film, richiesto dalla Selznick Pictures Corp., fu registrato il 5 ottobre 1920 con il numero LP15762.
Distribuito dalla Select Pictures Corporation, uscì nelle sale il 27 settembre 1920. Fu distribuito anche in video, pubblicato dalla Videobrary.
Copie della pellicola sono conservate negli archivi del George Eastman Museum di Rochester, in quelli del Museum of Modern Art di New York, alla Cinémathèque Royale de Belgique di Bruxelles, alla Cineteca del Friuli di Gemona, al BFI/National Film And Television Archive di Londra, all'UCLA Film And Television Archive di Los Angeles.